# 北齿缘草
北齿缘草（学名：Eritrichium borealisinense）为紫草科齿缘草属的植物。分布于俄罗斯以及中国大陆的辽宁、河北、内蒙古、山西等地，生长于海拔300米至800米的地区，见于山坡草地、灌丛、石缝及石质干山坡，目前尚未由人工引种栽培。